# Odon Lottin
Odon Lottin (1880 – 10 marzo 1965) è stato un teologo e storico belga appartenente all'ordine benedettino.
Studiò la filosofia medievale concentrandosi su temi specifici, quali il libero arbitrio, l'azione morale, le virtù acquisite e la coscienza, cercando di capire come queste idee si siano sviluppate nel tempo. Il suo lavoro ha permesso di giungere ad un approccio alla teologia morale più sostanziale rispetto alla tradizione, spesso basata su interpretazioni storiche inaccurate.
Insieme a Jacques Leclercq, Jean Dabin, Enrique Luño Peña, Luis Legaz Lacambra, Francisco Puy Muñoz e José Corts Grau, Lottin fu uno dei più importanti filosofi giuridici del suo tempo a valorizzare la dottrina giusnaturalistica.